# 李学忠 (1950年)
李学忠（1950年—），男，汉族，河南信阳人，中华人民共和国政治人物，曾任空军工程大学校长，第十一届全国人民代表大会解放军代表。

## 生平
毕业于中央党校政治学专业。2008年起担任全国人大代表。